# Bariera Coulomb

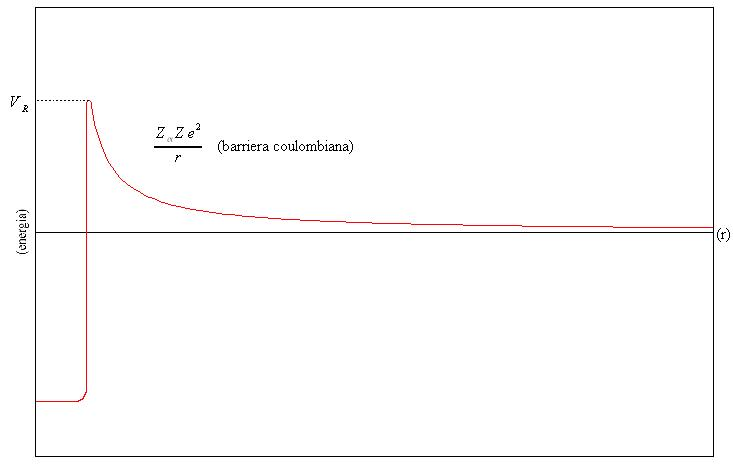
Barriera di Coulomb

Bariera Coulomb, numită astfel după legea lui Coulomb, care este la rândul ei numită astfel după fizicianul Charles-Augustin de Coulomb, este bariera energetică creată de interacțiunea electrostatică, pe care trebuie să o depășească două nuclee, astfel încât acestea să poată ajunge suficient de aproape pentru a iniția o reacție nucleară. Aceasta bariera de energie este dat de energia potențială electrostatică:
{\displaystyle U_{coul}=k{{q_{1}\,q_{2}} \over r}={1 \over {4\pi \epsilon _{0}}}{{q_{1}\,q_{2}} \over r}}
unde
k este constanta lui Coulomb = 8.9876×109 N m2 C-2;
ε0 este permitivitatea vidului;
q1, q2 sunt sarcinile perticulelor ce interacționează;
r este raza de interacțiune.
O valoare pozitivă a U reprezintă o interacțiune de respingere reciprocă, deci particulele se vor afla la nivele energetice mai mari pe măsură ce se apropie una de cealaltă. Un potențial energetic negativ indică o stare legată (din cauza forței de atracție).
Bariera Coulomb crește proporțional cu numărul atomic (de exemplu, numărul de protoni) a nucleelor ce se ciocnesc:
{\displaystyle U_{coul}={{k\,Z_{1}\,Z_{2}\,e^{2}} \over r}}
unde e este sarcina elementară, 1.602 176 53×10-19 C, și Zi numărul atomic corespunzător.
Pentru a depăși această barieră, nucleele trebuie să se ciocnescă la viteze mari, astfel încât energia lor cinetică să le aducă suficient de aproape pentru inițierea interacțiunii tari și legarea lor împreună.
În conformitate cu teoria cinetică a gazelor, temperatura unui gaz reprezintă doar o măsură a energiei cinetice medie a particulelor în stare gazoasă. Pentru gazele ideale viteza de distribuție a particulelor în stare gazoasă este dată de Maxwell, Boltzmann. Din această distribuție poate fi determinată procentul de particule cu o viteză suficient de mare pentru a depăși bariera Coulomb.
În practică, temperaturile necesare pentru a depăși bariera Coulomb se dovedesc a fi mai mici decât era de așteptat datorită efectului de tunel din mecanica cuantică, stabilit de Gamow. Luând în calcul bariera de penetrare prin efectul tunel și viteza de distribuție, acestea dau naștere la o gamă limitată de condiții în care fuziunea poate avea loc, cunoscut sub numele de factorul Gamow.
Absența barierei Coulomb a permis descoperirea neutronilor de către James Chadwick in 1932.